# Jehuda Har'el
Jehuda Har'el, hebrejsky יהודה הראל‎ ‎(* 11. listopadu 1934 Berlín) je izraelský politik a bývalý poslanec Knesetu za stranu ha-Derech ha-Šlišit (Třetí cesta).

## Biografie
Narodil se 11. listopadu 1934 v Berlíně v Německu. V roce 1935 přesídlil do dnešního Izraele. Vystudoval filozofii a historii na Telavivské univerzitě. Sloužil v izraelské armádě u brigády nachal. Pracoval jako člen kibucu. Hovoří hebrejsky a anglicky.

## Politická dráha
Působil jako tajemník mládežnického hnutí Machanot Olim. Byl tajemníkem kibucu Manara a předsedou výboru pro izraelské osady na Golanských výšinách a v této funkci se podílel na vzniku 33 osad na Golanech. Angažoval se v kampaních proti případnému izraelskému stažení z Golanských výšin. Byl osobním poradcem Jicchaka Rabina. Vedl výzkumný institut Jad Tabenkin, který připomíná dějiny kibuců. Později byl jedním ze zakladatelů strany ha-Derech ha-Šlišit.
V izraelském parlamentu zasedl po volbách v roce 1996, v nichž kandidoval za stranu ha-Derech ha-Šlišit, jejímuž poslaneckému klubu pak předsedal. Byl členem výboru pro ekonomické záležitosti, výboru finančního a výboru House Committee. Ve volbách v roce 1999 mandát neobhájil.